# Prix Branford Boase
Le prix Branford Boase (Branford Boase award) est un prix littéraire britannique.

## Histoire
Depuis 2000, le prix Branford Boase est attribué annuellement à un auteur de littérature de jeunesse publiant son premier ouvrage, ainsi qu'à son éditeur. Il est nommé en mémoire de l'auteur Henrietta Branford et de son éditeur Wendy Boase, décédées en 1999.

## Lauréats
- 2000 : Katherine Roberts (en), Song Quest (Barry Cunningham, The Chicken House)
- 2001 : Marcus Sedgwick (en), Floodland (Fiona Kennedy, Orion Children's Books)
- 2002 : Sally Prue (en), Cold Tom (Liz Cross, Oxford University Press)
- 2003 : Kevin Brooks (Barry Cunningham, The Chicken House)
- 2004 : Mal Peet (en), Keeper (Paul Harrison, Walker Books (en))
- 2005 : Meg Rosoff, How I Live Now (Rebecca McNally, Penguin Books)
- 2006 : Frances Hardinge, Le Voyage de Mosca (Fly by Night) (Ruth Alltimes, Macmillan Publishers)
- 2007 : Siobhan Dowd, A Swift Pure Cry (David Fickling et Bella Pearson, David Fickling Books (en))
- 2008 : Jenny Downham (en), Before I Die (David Fickling, David Fickling Books)
- 2009 : B. R. Collins, The Traitor Game (Emma Matthewson, Bloomsbury Publishing)
- 2010 : Lucy Christopher, Stolen (Imogen Cooper, The Chicken House)
- 2011 : Jason Wallace, Out of Shadows, (Charlie Sheppard, Andersen Press (en))
- 2012 : Annabel Pitcher, My Sister Lives on the Mantelpiece (Fiona Kennedy, Orion Children's Books)